# Veritatis gaudium
Veritatis gaudium (en français : « La joie de la vérité ») est une constitution apostolique du pape François signée le 8 décembre 2017 et publiée le 29 janvier 2018. Elle concerne les universités et les facultés ecclésiastiques.

## Contexte
La publication de Veritatis gaudium s'inscrit dans la lignée de Sapientia Christiana (de), constitution apostolique publiée par Jean-Paul II le 15 avril 1979, mais aussi de Fides et ratio, l'encyclique du même pape portant sur le dialogue entre foi et raison,.

## Publication
La constitution apostolique, datée du 8 décembre 2017, est publiée le 29 janvier 2018.

## Contenu
La constitution apostolique vise à réorganiser l'enseignement et la recherche en « sciences ecclésiastiques », soit théologie, philosophie et droit canonique.
Cette réorganisation se veut organisée en quatre axes : la contemplation du kérygme permettant un retour « à la source », un dialogue favorisant « l’expérience communautaire de la joie de la vérité », une transdisciplinarité permettant un dépassement des cloisonnements ; enfin une mise en réseau en vue de proposer des réponses concrètes aux « problèmes de l’humanité ».

## Réception
Réunis à Nairobi en décembre 2019, les recteurs des universités catholiques africaines s'inspirent de Veritatis gaudium dans leurs axes de réflexion sur l'évolution des formations qu'ils proposent.